# Tice, Florida
Tice, Florida (енгл. Tice) насељено је место без административног статуса у америчкој савезној држави Флорида.

## Демографија
По попису из 2010. године број становника је 4.470, што је 68 (-1,5%) становника мање него 2000. године.
| Група             | 2000.         | 2010.         |
| Белци             | 2.010 (44,3%) | 1.257 (28,1%) |
| Афроамериканци    | 573 (12,6%)   | 383 (8,6%)    |
| Азијати           | 48 (1,1%)     | 41 (0,9%)     |
| Хиспаноамериканци | 1.853 (40,8%) | 2.782 (62,2%) |
| Укупно            | 4.538         | 4.470         |